# 日本人戦争捕虜尋問レポート No.49

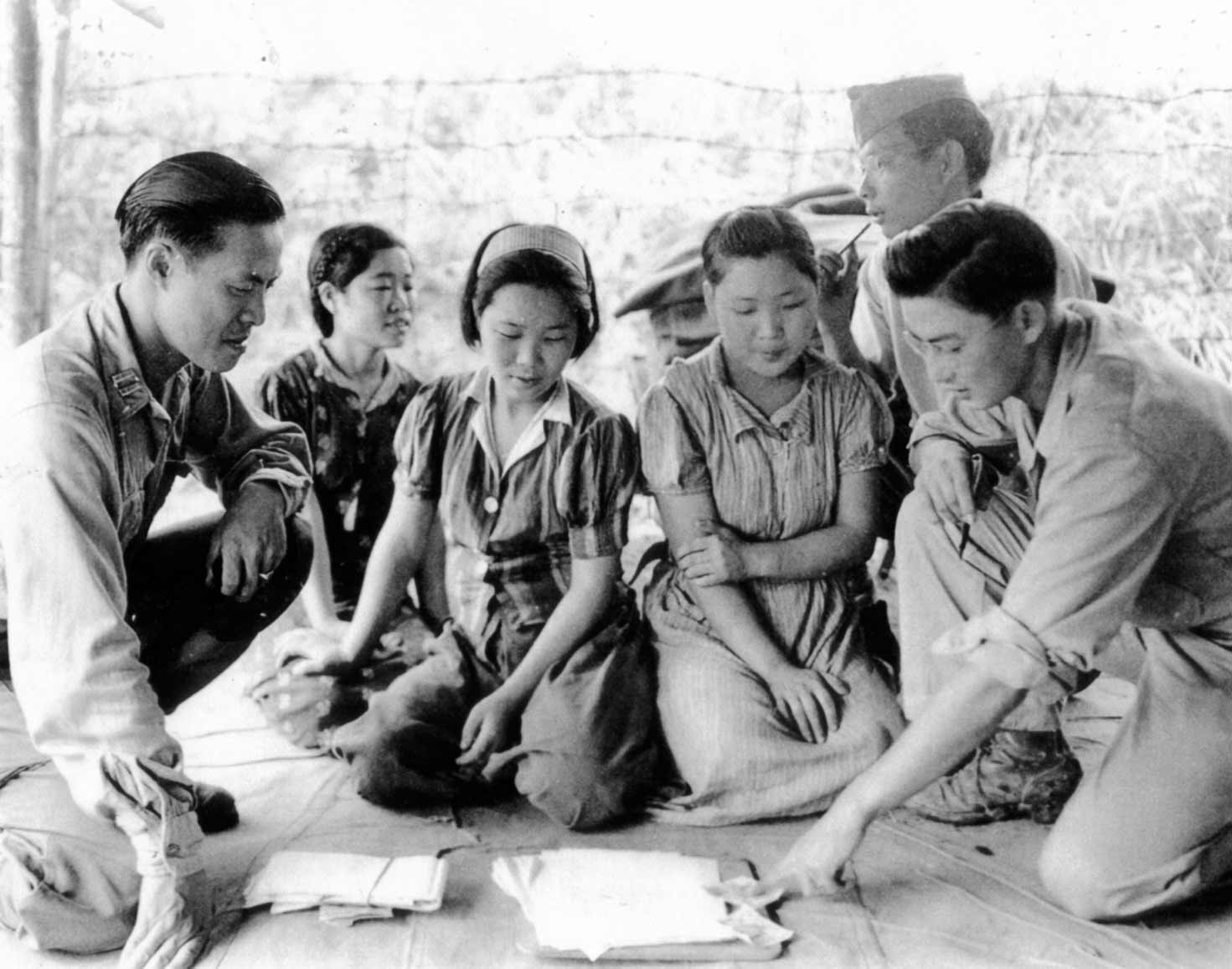
ビルマのミッチーナでアメリカ軍に捕らえられ尋問を受ける慰安婦。
（1944年8月14日）

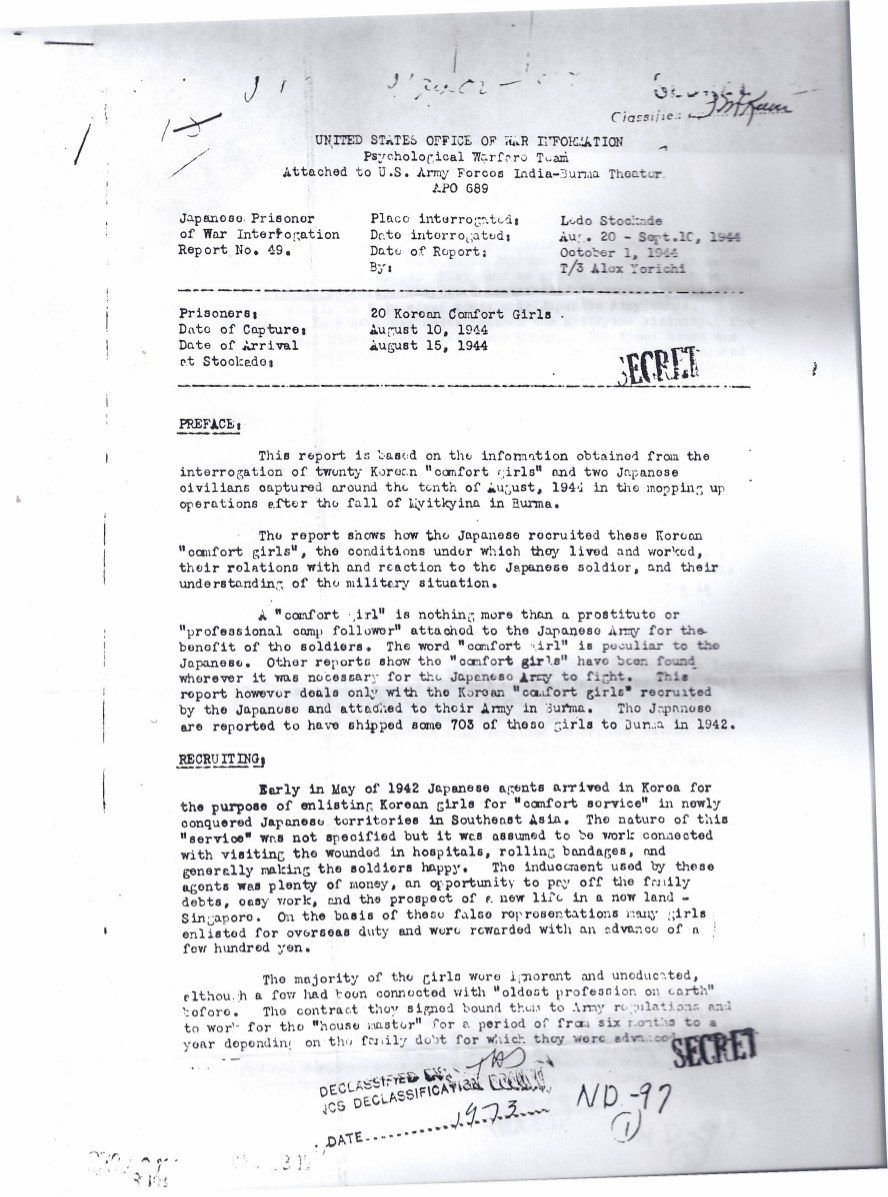
ビルマのミッチーナの慰安婦に関するアメリカ軍の報告書。
（1944年10月1日）

日本人戦争捕虜尋問レポート No.49（英語: Japanese Prisoner of War Interrogation Report 49）とは、1944年9月にアメリカ合衆国の諜報機関・合衆国戦争情報局（United States Office of War Information:OWI）の心理作戦班がインドアッサム州のレドで慰安婦に尋問を行い作成した米国の諜報活動の成否に関する報告書である。その中で旧日本軍の慰安所・慰安婦に関する事項、すなわち、朝鮮半島における慰安婦の募集や、給与、生活状況、日本軍人との関係についての情報が含まれている。
米国立公文書館に所蔵され1973年に公開された。原文のコピーは日本政府による1992年から93年までの調査結果として「アジア女性基金」で公開されている。

## 概要
インド・ビルマ戦域（en:China Burma India Theater）のアメリカ陸軍所属のアメリカ合衆国戦争情報局(OWI)の心理作戦班は、1944年10月1日付けで、戦争捕虜となった慰安婦聴取をおこない本報告書を作成した。
米軍の諜報活動の成否や日本軍慰安婦の暮らしぶりや待遇などが報告されている。
使用されている軍事郵便局であるアメリカ陸軍郵便局私書箱689番であり、689はインドアッサム州のレドを表し、報告はレド捕虜収容所で作成されたことを示す。
1942年に日本軍がビルマ公路を遮断したため、連合軍はレドから中国の雲南省昆明までレド公路を建設した。1944年8月10日に、ビルマの戦いのミイトキーナ陥落後の掃討作戦において朝鮮人慰安婦20名と慰安所経営者であった日本人夫婦2名の捕虜が捕獲され、レド捕虜収容所には1944年8月15日に到着した。
尋問場所はレド捕虜収容所で、尋問期間は1944年8月20日から9月10日で、報告者はアレックス・ヨリチ(依地)。

## 内容
文書は次のように構成されている。
- 序文
- 慰安婦の募集
- 慰安婦の出身地
- 慰安婦の性向
- 生活および労働の状況
- 慰安婦料金制度
- スケジュール
- 報酬および生活状態
- 日本の軍人に対する反応
- 兵士たちの反応
- 軍事情勢に対する反応
- 退却および捕獲
- プロパガンダ
- 要望

各項目ごとに内容を概説する。

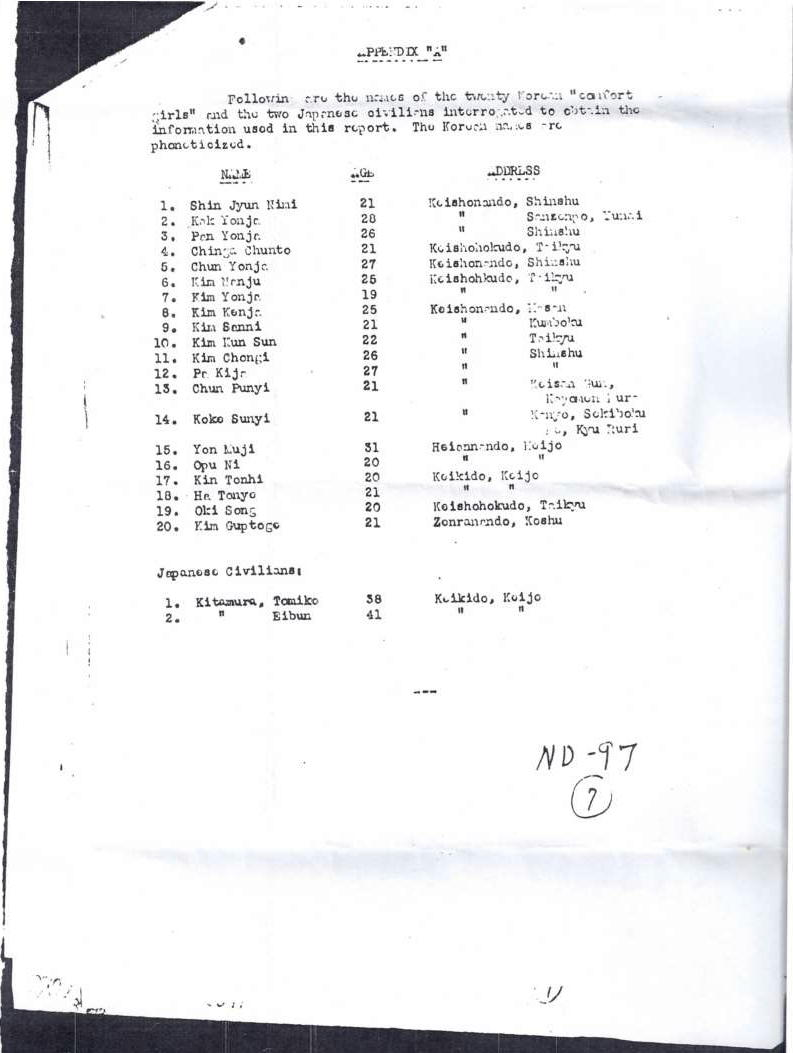
米軍捕虜尋問調書No.49の慰安婦の平均年齢２５歳と名前

「生活および労働の状況」以下より「要望」までは、訳文の概要である。

### 序文
この文書自体の説明として、慰安婦の募集方法、慰安婦の生活および労働の条件、日本軍兵士と慰安婦の関係、軍事情勢についての慰安婦の理解程度についての報告であると述べられている。
慰安婦について日本軍に追随する娼婦、もしくは、プロフェッショナル・キャンプ・フォロワー(職業的な野営随行者)以外のなにものでもなく、この用語（慰安婦）は日本軍特有のものだと説明されている。この文書以外にも、日本軍にとって戦闘の必要のある場所ではどこにでも「慰安婦」が存在してきたことを示す報告があるとも述べられている。
この報告については、日本によって募集され、かつ、ビルマ駐留日本軍に属している朝鮮人「慰安婦」だけについて述べると記されている。1942年に日本がこれらの女性およそ703名を海上輸送したことが伝わっているとも述べている。

### 慰安婦の募集
まず、1942年5月上旬、日本の斡旋業者たちが、日本が新たに勝ち取った東南アジアの属領で、「慰安役務・慰安奉仕(comfort service)」をさせる朝鮮人女性を徴募するため朝鮮に到着したと記されている。次に、役務の正確な明示はされなかったが、病院で負傷兵の世話をしたり、一般的に言えば兵士を喜ばせるような仕事であると説明されたと述べられている。このように、軍人の性の相手をするという実際の労働内容は説明されておらず、代わりに従軍看護婦と勘違いさせるような虚偽の説明が為されている。
斡旋業者が用いる誘いの言葉は、報酬の高さ、家族の負債返済の好機、楽な仕事、シンガポールにおける新生活が待っていると勧誘した。こうした虚偽の説明を信じて、多くの女性が海外任務げと徴募され、数百円の前借金を受け取った。多くの少女は無知で教育を受けていなかったが、地球上で最も古い職業に以前から携わっていた者もいた。「慰安所の楼主」に束縛されることとなり、前借金の額に応じて契約期間は6ヵ月から1年間であった。およそ800人が集合し、彼女らは1942年8月20日頃、慰安所の楼主に連れられてラングーンに上陸し、8人から22人のグループに分けられ、大抵はビルマの各地の軍拠点の近くの街に派遣された。そのうち4つのグループ(キョウエイ、キンスイ、バクシンロウ、モモヤ)がミッチーナーに配属された。

### 慰安婦の性向
以下のように報告されている。
平均的な朝鮮人慰安婦は、25歳くらいで、無教育で幼稚で身勝手である。日本人や白人基準においても美人ではなく、自己中心的で、自分のことばかり話す。「女の手練手管を心得ている」。自分の「職業」が嫌いだといっており、仕事や家族について話したがらない。ミッチーナーやレドのアメリカ兵から親切に扱われたため、アメリカ兵は日本兵よりも人情深いとみなし、また中国兵とインド兵を怖れている。
朝鮮人慰安婦20名と日本人斡旋業者2名の詳細は名簿として付録Aに記載されている。

### 生活および労働の状況
ミッチーナでは、彼女らは通常2階建ての大きな建物(学校の校舎)に住んでおり、個室で生活し、仕事をした。食事は、日本軍が配給しておらず、「慰安所の楼主」が調達した食料を買っていた。
ビルマでの慰安婦の暮らしぶりは、ほかの場所（慰安所)と比べれば贅沢ともいえるほどであった。
彼女らは食料物資の配給は少なかったが、欲しいものを買えるだけの多くのお金を持っており、暮らし向きはよかった。彼女らは、故郷から慰問袋を受け取った兵士から沢山の贈り物をもらっており、贈り物でまかなえない物、服、靴、タバコ、化粧品を買うこともできた。
将兵と共に、スポーツ行事を楽しんだ。また、ピクニック、娯楽、夕食会に出席した。蓄音機も持っており、都会では買い物に出かけることも許された。

### 料金制度
慰安婦の営業は日本軍によって規制された。利用度の高い地域では、軍の階級ごとに利用時間や料金の割り当て制が設置された。
中部ビルマにおける平均的な料金体系では、兵士が午前10～午後5時までで1円50銭、利用時間は20～30分。下士官は午後5時～午後9時で3円、利用時間は30～40分。将校は午後9時～午前0時で料金は5円、利用時間は30～40分で、将校は20円で宿泊も認められていた。ミッチーナでは丸山大佐は料金を値切って相場の半分近くまで引き下げた。

### スケジュール
慰安所が混んでいると兵士たちはしばしば不満を訴えた。規定時間外利用は厳しく制限されていたので、多くの場合、用を足さずに引き揚げなければならなかった。そのため、軍は各部隊のために特定日を設けた。
通常、当該部隊員2名が確認のために慰安所に配置され、秩序を保つため監視任務の憲兵も見まわった。
第18師団がメイミョーに駐留した際、各部隊のためにキョウエイ(共栄)慰安所が使用した日割表では、日曜日が第18師団司令部、月曜日が騎兵隊、火曜日が工兵隊、水曜日が休業日・定例健康診断で、木曜日が衛生隊、金曜日が山砲兵隊、土曜日が輜重隊、将校は週に夜7回の利用が認められていた。
慰安婦たちは、日割表どおりでも利用度がきわめて高いので、すべての客を相手にすることはできず、その結果、多くの兵士の間に不満を生みだすことになるとの不満をもらしていた。兵士たちは料金を支払って厚紙でできた利用券を購入したあと、所属と階級を確認し、「列をつくって順番を待った」。
慰安婦は、接客を断る権利を認められていた。接客拒否は、客が泥酔している場合にしばしば起こることであった。

### 報酬および生活状態
「慰安所の楼主」は、契約時の債務額に応じて慰安婦らの総収入の50～60%を受け取っていた。慰安婦は月最大1500円の総収益を上げ、慰安婦は自分の取り分の中から前借金を返済した。
多くの「楼主」は、食料、その他の物品の代金として慰安婦たちに多額の請求をしていたため、彼女たちの生活をとても難しいものにしていた。
1943年後半、日本軍は借金を返済した女性は帰国できるようにせよという命令書を発行した。これにより一部の女性は朝鮮への帰国を許された。
慰安婦の健康状態は良く、各種の避妊用具を十分に支給されていた。兵士も支給された避妊具をもって来きた。慰安婦は衛生に関して十分な訓練を受けていた。軍医が慰安所を週1回訪れ、病気が見つかった場合は治療を受けた。

### 日本の軍人に対する反応
慰安婦と日本軍将兵との関係において、慰安婦への尋問で二人の将校の名が重要な人物として挙がった。ミッチーナ駐屯部隊指揮官の丸山大佐と、増援部隊を率いて来た水上少将である。二人は正反対の性格であり、前者は評判が悪いが後者は好評であり、慰安所を利用していたのも丸山大佐のみであった。ミッチーナ陥落時に丸山大佐は脱出したが、水上少将は部下を撤退させることができなかったという理由から自決した。

### 兵士たちの反応
慰安婦の一人によると、平均的な日本軍人は慰安所で並んでいるときは恥ずかしがっていた。日本の軍人からの求婚も多く、実際に結婚した者もいた。
慰安婦全員に一致する証言では、酔っぱらいと、翌日前線に向かう兵士は最悪だった。しかし、日本兵は酔っていても決して軍事機密を漏らすことはなかった。
兵士たちは、故郷からの手紙、新聞、雑誌を受け取るのがどれほど楽しみであるかを語った。また、缶詰、石鹸、ハンカチーフ、歯ブラシ、人形、口紅、下駄などが入った「慰問袋」を受け取ったという話もした。慰安婦たちは、口紅などの女性用物品を故郷の人々が送ってくるのは、自分自身つまり「本来の女性」を心に描いて欲しいがためであろうと推測した。

### 軍事情勢に対する反応
慰安婦は捕虜になる時点まで軍事情勢については何も知らなかった。
ミッチナに対する最初の攻撃で、歩兵第114連隊所属の400名のうち約200名の日本兵が戦死し、防衛要員は200名程度になった。丸山房安連隊長はミッチナ攻撃を予想していなかった。慰安婦たちにとって連合国軍による爆撃は激しく、怖かった。慰安婦は最後の時期の大部分を避難壕のなかで過ごした。避難壕のなかで仕事を続けた慰安婦も1、2名いた。慰安所が爆撃されたため慰安婦数名が負傷して死亡した。

### 退却および捕獲
退却を開始してから捕虜になるまでの経緯は、彼女たちの記憶は曖昧で混乱していた。
1944年7月31日夜、３つの慰安所（バクシンロウはキンスイに合併）の慰安婦、家族や従業員を含む63名が小型船でイラワジ川を渡り始めた。ワインマウ近くに上陸し8月4日までそこにいた。兵士一団のあとについて行ったが8月7日、小規模な戦闘が起こり一行はばらばらになってしまった。慰安婦たちは兵士のあとを三時間後に追うように命じられており、その通りに後を追って川岸に着いたものの、そこには兵士の影も渡河の手段もなかった。付近の民家にいたところ、8月10日、イギリス軍カチン族兵によって捕えられた。

### プロパガンダ
慰安婦たちは宣伝ビラや放送のことは知らなかったし、ビラは日本語で書かれていたため兵士が読んでも理解できなかった。慰安婦たちは兵士が手にしていた宣伝ビラを2、3見たことはあったが、それは日本語で書かれていたし、兵士はそれについて決して話そうとはしなかったので、内容を理解できた慰安婦はほとんどいなかった。また、一人の慰安婦は丸山大佐についてのビラを覚えていたが内容を信じなかった。ある日本軍の将校は、「日本はこの戦争に勝てない」との見解を述べた。

### 要望
慰安婦のなかで、ミッチナで使用された拡声器による放送を聞いた者は誰もいなかったようだが、彼女たちは、兵士が「ラジオ放送」のことを話しているのを確かに聞いた。慰安婦たちは、自分たち慰安婦が捕虜になったことを報じるビラをまくと他の慰安婦の生命の危険になるためやめてくれと頼んだ。しかしビラを朝鮮でまくことはいいと考えていた。

### 付録Ａ
報告書付録によれば、慰安婦の年齢分布は、21歳が7名と最も多く、20歳が3名、25歳・26歳・27歳が2名、19歳・22歳・28歳・31歳が各1名であった。
出身地は、慶尚北道大邱、平安南道平壌、京畿道京城、慶尚南道クンボク、全羅南道光州、慶尚南道晋州、慶尚南道慶山郡、慶尚南道咸陽、慶尚南道大邱、釜山、慶尚南道三千浦などであった。
日本人斡旋業者は夫婦で京畿道京城で食堂を経営していたが不振であったため、この斡旋業に就いた。夫は41歳、妻は38歳だった。

## 関連情報
本レポートには、推定800名の少女が日本人の楼主と共に、1942年8月20日ごろビルマのラングーンに到着したと書かれている。同時期にラングーンに慰安婦の集団が到着したことを裏づける資料や証言が存在する。
ビルマにおける日本軍側の慰安所に関する資料も一部残されている。

### 「日本軍慰安所管理人の日記」
ビルマで慰安所の管理人として働いた朝鮮人朴が残した日記（日本軍慰安所管理人の日記）によると、朴は第四次慰安団（慰問団？）の一員として、慰安婦の一団と共に1942年7月10日に釜山港を出発し、同年8月10日にラングーンに到着している:47。

### 文玉珠
ビルマで慰安婦をしていた体験談（『ビルマ戦線 楯師団の「慰安婦」だった私』）を残した文玉珠は、「管理人の日記」の著者と同じ日に日本名の朝鮮人業者に連れられ釜山を船出し、同じ日にラングーンに到着していることから、朴と同じ船に乗船していたと考えられている:113。文によれば、船には、200人ほどの娘（慰安婦）が乗っていたという:110

### ビルマ駐留日本軍の慰安所規定
1943年の中部ビルマのマンダレー駐屯地慰安所規定1938-5-26によれば、経営者は慰安婦との雇用契約書の写しを提出する義務があり、慰安婦の給与は最低規定（配分は収入の半分）、退職金の規定では経営者は給与から３%を積み立てる義務等の慰安婦の経済的な利益を保証する項目がある。「慰安婦の他出に際しては、経営者の証印ある他出証を携行せしむるものとす」とあり、 料金時間は下兵30分、他に「慰安所における軍人軍属など使用者の守るべき注意事項」として、 「過度の飲酒者は遊興せざること」「従業員（慰安婦を含む）に対し粗暴の振る舞いをなさざること」「サック」を必ず使用し確実に洗浄を行い性病予防を完全ならしむること」という規定が存在した。

## 評価
- 秦郁彦は「貴重な記録」であると評価している[15]。
- 小林よしのりは、同報告書の内容は、それまでに伝えられていた慰安婦の生活状況が悲惨であるということとは程遠く、むしろ恵まれていたのではないかと主張している[16]。
- 吉見義明は、秦郁彦らが比島軍政監部の慰安所規定などの一次資料を無視して、この米軍資料を使用していると主張している[17]。吉見は、この資料から慰安婦の多くが騙されて連行〔ママ〕されたことがわかるとしている[18]:78。